# Големоопашат козодой
Caprimulgus macrurus е вид птица от семейство Caprimulgidae.

## Разпространение
Видът е разпространен в Австралия, Бангладеш, Бутан, Бруней, Виетнам, Индия, Индонезия, Източен Тимор, Камбоджа, Китай, Лаос, Малайзия, Мианмар, Непал, Пакистан, Папуа Нова Гвинея, Сингапур, Тайланд и Филипините.